# Percy (Vorname)
Percy ist ein englischer männlicher Vorname.

## Herkunft und Bedeutung
Es ist eine Kurzform des Namens Percival (Vorname).

## Namensträger

### Vorname
- Percy Adlon (1935–2024), deutscher Film- und Fernsehregisseur, Autor und Produzent
- Percy Shelley Anneke (1850–1928), US-amerikanischer Unternehmer
- Percy Barnevik (1941–2025), schwedischer Manager
- Percy Beard (1908–1990), US-amerikanischer Leichtathlet
- Percy Williams Bridgman (1882–1961), US-amerikanischer Physiker
- Percy Cerutty (1895–1975), australischer Leichtathletiktrainer
- Walter Percy Chrysler (1875–1940), US-amerikanischer Automobilpionier
- Percy Zachariah Cox (1864–1937), britischer Befehlshaber und Diplomat der britischen Mandatsgebiete im Irak
- Percy Daggs III (* 1982), US-amerikanischer Schauspieler
- Percy Faith (1908–1976), US-amerikanischer Orchesterleiter kanadischer Herkunft
- Percy Fawcett (* 1867; † vermutlich 1925), britischer Forschungsreisender, Abenteurer und Ethnologe
- Percy Goetschius (1853–1943), US-amerikanischer Musiktheoretiker und Kompositionslehrer
- Percy Grainger (1882–1961), in Australien geborener Pianist, Komponist, Dirigent und Saxofonist
- Percy Gray (1869–1952), US-amerikanischer Maler
- Percy Greg (1836–1889), englischer Schriftsteller
- Paul Percy Harris (1868–1947), US-amerikanischer Rotary-Gründer
- Percy Heath (1923–2005), US-amerikanischer Jazz-Kontrabassist
- Percy Heawood (1861–1955), britischer Mathematiker
- Percy Hobart (1885–1957), britischer Militäringenieur
- Percy Hodge (1890–1967), britischer Leichtathlet
- Percy Hoven (* 1965), deutscher Moderator und Synchronsprecher
- Percy Hunt (* 1908; † unbekannt), britischer Motorradrennfahrer
- Percy Jocelyn (1764–1843), anglikanischer Bischof
- Percy Lavon Julian (1899–1975), US-amerikanischer Chemiker und Bürgerrechtler
- Percy MacKaye (1875–1956), US-amerikanischer Dramatiker und Dichter
- Noel Percy Mander (1912–2005), britischer Orgelbauer
- Hiram Percy Maxim (1869–1936), US-amerikanischer Erfinder
- Percy Mayfield (1920–1984), US-amerikanischer Bluessänger und Songschreiber
- Percy Montgomery (* 1974), südafrikanischer Rugby-Union-Spieler
- Percy Pilcher (1866–1899), englischer Erfinder und Pionier der Luftfahrt
- James Percy Priest (1900–1956), US-amerikanischer Politiker
- Percy Pursglove (* 1981), britischer Jazzmusiker
- Percy Avery Rockefeller (1878–1934), US-amerikanischer Firmendirektor
- Percy Rodriguez (1918–2007), kanadischer Schauspieler
- Percy Sargent (1873–1933), britischer Neurochirurg
- Percy Schmeiser (1931–2020), kanadischer Landwirt
- Percy Ernst Schramm (1894–1970), deutscher Historiker
- Percy Bysshe Shelley (1792–1822), englischer Schriftsteller der Romantik
- Alfred Percy Sinnett (1840–1921), englischer Journalist, Autor und Theosoph
- Percy Sledge (1940–2015), US-amerikanischer R&B- und Soul-Sänger
- C. P. Snow (Charles Percy Snow, Baron Snow; 1905–1980), englischer Wissenschaftler und Schriftsteller
- Percy Spencer (1894–1970), US-amerikanischer Ingenieur und Erfinder
- Percy Spender (1897–1985), australischer Politiker
- Percy N. Ure (1879–1950), britischer Althistoriker und klassischer Archäologe
- Percy Walker (1812–1880), US-amerikanischer Arzt und Politiker
- Edwin Percy Whipple (1819–1886), US-amerikanischer Schriftsteller und Essayist
- Percy Williams (1908–1982), kanadischer Leichtathlet
- Percy Wyn-Harris (1903–1979), britischer Bergsteiger, Segler und Politiker
- Percy Young (1912–2004), britischer Musikschriftsteller und Komponist

### Kunstfigur
- Percy Weasley, Charakter der Harry-Potter-Romane
- Percy Jackson, Halbgott und Hauptfigur der gleichnamigen Romanserie
- Percy Hamleigh, Charakter aus dem Roman Die Säulen der Erde
- Percy Stuart, Hauptdarsteller einer deutschen Fernsehserie der frühen 1970er Jahre